# Cold Sweat
Cold Sweat war die Band des US-amerikanischen Gitarristen Marc Ferrari, der durch seine Mitwirkung in der Band Keel bekannt geworden war (und in die er später wieder eintrat). Während der drei Jahre ihres Bestehens legte sie nur ein Album vor.

## Geschichte
Marc Ferrari verließ auf dem Höhepunkt des Erfolges die Band Keel: Keel hatte verkaufsträchtige Alben aufgenommen, war mit den Größen des Genres wie Bon Jovi, Mötley Crüe und Van Halen in den USA, Europa und Japan unterwegs gewesen und war von amerikanischen Rock-Magazinen zur besten amerikanischen Band des Jahres gekürt worden. Die Kehrseite der Medaille war, dass der Bandkopf Ron Keel immer mehr alleine entscheiden und durchführen wollte. Der nachlassende Teamgeist auf der menschlichen sowie die zunehmende Keyboarduntermalung auf der musikalischen Ebene veranlassten Ferrari, sich abzusetzen, um sich mit einer eigenen Band zu verwirklichen. So gründete er im Herbst 1988 in North Hollywood (Los Angeles) Ferrari. Zur ersten Formation gehörten neben ihm Sänger Jesse „Oni“ Logan, Gitarrist Erik Gamans, Bassist Mark Normand und Schlagzeuger Anthony White, wobei Gamans als ehemaliger Waysted-Gitarrist die namhafteste Bandbeteiligung vorweisen konnte. Normand war Mitglied einer Angel-Neubesetzung gewesen und der in der Clubszene von Los Angeles herumgekommene White hatte zeitweilig mit Mark Slaughter auf der Bühne gestanden. Bei der Auswahl seiner Mitstreiter war es Ferrari auch mehr darauf angekommen, junge, gutaussehende, heißhungrige Leute ohne Starallüren aufzutreiben als mit Erfahrung ausgestattete schwierige Typen.
Kurz bevor ein Schallplattenvertrag mit MCA Records abgeschlossen wurde, ersetzte Chris McLernon Mark Normand am Bass. Ihn hatte White ins Gespräch gebracht. Um das Management bewarben sich mehrere Unternehmen, den Zuschlag erhielt Wendy Dio, Gattin des Musikers Ronnie James Dio und Inhaberin von Niji Management. Das erste bedeutende Konzert gab die Band zu Jahresbeginn 1989 als Vorgruppe der BulletBoys im ausverkauften Hollywood Palace. Als der italienische Automobilhersteller Ferrari von der Band erfuhr, drohte er mit rechtlichen Schritten, falls der Name weiter verwendet werden würde. Man entschied sich, einen eigenen Liedtitel zum Bandnamen zu machen, und zwar Cryin’ Shame. Doch dieser Name wurde von einer amerikanischen Clubband, bestehend aus altgedienten Jazzern, beansprucht. Da man bereits ein Logo hatte entwerfen lassen (die ineinander verschlungenen Initialen C und S), musste ein Name mit denselben Anfangsbuchstaben her. Die erneute Namenswahl fiel nun auf den Thin-Lizzy-Titel Cold Sweat.
Im Mai 1989 war ein Studio für Cold Sweat gebucht. Nach dem ersten Tag befand Jesse „Oni“ Logan das neue Projekt von Ex-Dokken-Gitarrist George Lynch, Lynch Mob, wesentlich attraktiver als Cold Sweat und wechselte die Seiten, was den sofortigen Aufnahme-Abbruch bedeutete. In den folgenden sechs Monaten hörten sich die Musiker durch 250 Kassetteneinsendungen von Bewerbern aus aller Welt, darunter der spätere Queensrÿche-Gitarrist Mike Stone und der spätere Steel-Panther- und L.A.-Guns-Sänger Ralph Saenz. Den Zuschlag erhielt der 22-jährige in North Carolina geborene und in einer Coverband in Florida singende Roy Cathey. Sie überredeten ihn, seinen Vornamen in „Rory“ zu ändern. MCA zeigte Verständnis für die Verzögerung und setzte einen neuen Studiotermin für den Herbst an. Ferrari, Gamans, Cathey, McLernon und White absolvierten die Aufnahmen ihres Debütalbums Break Out im Sound City Studio in Los Angeles unter der Leitung von Produzent Kevin Beamish (Y&T, Leatherwolf, Saxon). Die Veröffentlichung erfolgte in den USA im Juni 1990 bei MCA Records und in Deutschland im August 1990 bei Teldec. Gleich im Juni bestritt man eine US-Tour im Vorprogramm von Savatage, übergehend in eine bis August andauernde Tour mit den Niederländern von Sleeze Beez. Es folgten Auftritte in den USA mit Dio und mit Yngwie Malmsteen. In Europa trat Cold Sweat auf dem Monsters of Rock 1990 in Mannheim auf und war Headliner im Borderline-Club in London. Im Anschluss gab es eine Headliner-Tour im Heimatland, während derer sie allerdings im November eine existentielle Nachricht von Wendy Dio ereilte. Das MTV vorgelegte Video zum Lied Let’s Make Love Tonight war angenommen worden, jedoch hatte MCA der Band gekündigt. Der intensiven Live-Präsenz hätte erst einmal eine Bewerbung des Albums vorausgehen müssen, wozu MCA jedoch nicht bereit gewesen war.
Zurück in Los Angeles schrieb man neue Lieder, bot sie Labels an, stieß auch auf Interesse, kam jedoch mit keinem überein und war intern uneins über das weitere Vorgehen. Dies führte dazu, dass Ferrari etwa im Mai 1991 die Gruppe verließ. Einen Monat später hatte man in Billy D’Vette einen Ersatz gefunden. Es erfolgte eine Umbenennung in Sweatin’ Bullets, doch im selben Monat, in dem dies in den deutschen Magazinen mit dem zusätzlichen Hinweis, eine zweite LP befinde sich im Entstehen, bekannt gegeben wurde, nämlich im Oktober 1991, löste sich die Band auf. Gitarrist Erik Gamens unternahm mit Pete Way den Versuch, Waysted wiederzubeleben. Nach dem Scheitern gründete er mit Sänger Rory Cathey die Band Pain Society. Die Rhythmusmusiker Chris McLernon und Anthony White vereinigten sich mit den beiden Black-'n-Blue-Musikern Tommy Thayer und Jaime St. James zur Kiss-Coverband Cold Gin. McLernon nahm später das Angebot bei Saigon Kick einzusteigen an. Cathey kehrte 2002 nach North Carolina zurück und gründete unter seinem eigentlichen Namen Roy Cathey dort The Fifth. Marc Ferraris Neugründung Medicine Wheel überstand eine etwas längere Zeitspanne als Cold Sweat, 2008 fand er aber wieder bei Keel sein Ein- und Auskommen. In den Jahren zuvor war er in verschiedenen Funktionen tätig, zum Beispiel als Songwriter oder Nebendarsteller in einer Rock-Komödie (Wayne’s World).

## Stil
Cold Sweats deutsche Plattenfirma Teldec bewarb das Album unter anderem damit, dass bei der Band zwei Gitarrenstile zusammenträfen: Ferraris Basis sei der Blues und der traditionelle Rock, während Gamans mit seiner Eddie-Van-Halen-mäßigen Spielweise den „unorthodoxen Metal-Stil der 80er“ einbringe. Diesen Dualismus griff Rudi Keuntje im Metal-Star-Interview mit Ferrari auf. Der Angesprochene betonte, dass es sich um Absicht handele, denn man wolle interessant und nicht vorschnell kategorisierbar sein.
Mathias Penzel meinte im Metal Hammer, die Lieder klängen meist wie Dokken, einmal wie Mötley Crüe, seien aber stets ohne kompakten Aufbau, da die Melodien und Gesangsleistungen hinter den Gitarrenparts zurückstünden. In seiner Bandvorstellung in The Guinness Who’s Who of Heavy Metal Second Edition, die von der Internetplattform Allmusic übernommen wurde, schrieb Colin Larkin Gegenteiliges. Er fand das Liedmaterial beeindruckend, das Zusammenspiel der Gitarristen geglückt und das Gesangstalent Catheys zur Instrumentalversiertheit der Kollegen gleichwertig. Den Stil bezeichnete er als melodischen Hard Rock. Martin Popoff attestierte der Band in seinem Collector's Guide of Heavy Metal Volume 3: The Nineties musikalisches Können und einen Unterhaltungswert, der auf der kalifornischen Metal-Melodramatik à la frühe Van Halen aufbaue. Von ihrer frischen, unverbrauchten Art her gesehen, erinnere die Band auch an die Anfänge von Ratt, Black ’n Blue, Racer X sowie an Dokken in ihrer mittleren Phase.
„Kraftvoller US-Hardrock Marke Dokken oder Ratt“ werde dargeboten, gab Holger Stratmann im Rock Hard an. Er sei „nicht weltbewegend, aber gut.“ Für seinen Kollegen Andreas Schöwe vom Metal Hammer, war das „straighter Rock mit einer gehörigen Portion Blues-Feeling.“ Streckenweise würde David Coverdale dagegen verblassen, er sah deshalb in Cold Sweat eine „Kampfansage an David Coverdale und Dio“.
Laut Marc Ferrari weise seine Band Anflüge von Whitesnake, Tesla, Bad Company, Thin Lizzy und Great White auf. „Eben straighter Rock’n’Roll – mit sehr wenig Keyboards.“

## Diskografie
- 1990: Break Out (Album, MCA)